# 文坪镇
文坪镇，是中华人民共和国湖南省邵陽市武冈市下辖的一个乡镇级行政单位。

## 行政区划
文坪镇下辖以下地区：
岩头岭社区、宏顺村、高塘村、石井村、横江村、双江口村、南岳桥村、邓家冲村、侯家村、石冲村、林峰村、飞山村、三水口村、罗家榜村、田中村、拥护村、黄泥坳村、正坪村、半岭村、火云村、中心村、新联村、联盟村、川坪村、花园村、三联村和拥坪村。